# Тупољев Ту-22
Тупољев Ту-22 (рус. Туполев Ту-22; НАТО класификација ) је суперсонични бомбардер, ракетоносац и извиђач средњег долета конструисан у Совјетском Савезу са циљем да замени до звучни бомбардер Тупољев Ту-16. Основни задатак ових авиона је да нуклеарним оружјем неутралишу бомбардере НАТО пакта наоружане атомским оружјем а стационирани у Европи, Азији и Далеком истоку тј. непосредном окружењу Совјетског Савеза или за уништавање великих пловних објеката као што су носачи авиона, ракетне крстарице и подморнице, носиоце нуклеарног оружја.

## Пројектовање и развој
Таман када је млазни бомбардер Ту-16 постао оперативан 1954. године у Енглеској и Америци су били пројектовани и тестирани суперсонични ловци пресретачи који су били у стању да униште бомбардер као што је био Ту-16 пре него што овај обави свој задатак. Коришћењем слободно падајућих бомби морао се надлетети циљ који треба бомбардовати а тиме се улази у зону дејстава ловаца. Овај проблем се може решити на два начина један је коришћење бомбардера већих брзина него што имају ловци пресретачи или други коришћење оружја која би се са постојећих бомбардера лансирале пре него што ону уђу у зону ловачког дејства. У Совјетском Савезу се радило у оба ова правца, тако да већ половином педесетих година појављује се прва совјетска крстарећа ракета КС-1 којом је био наоружан бомбардер Ту-16 и већ 1954. године почело се у ОКБ 156 Тупољев (Опитни Конструкциони Биро - Тупољев) рад на пројектовању суперсоничног бомбардера који је првобитно имао ознаку Ту-105. Главни пројектант овог авиона је био Дмитриј С. Марков. а пројект је надгледао А. Н. Тупољев који већ тада имао 70 година живота. Прототип авиона Ту-22 је завршен током децембра месеца 1957. године, а први лет са њим је обавио пилот Јури Алешејев, 21. јуна 1958. године После првих летова приступило се побољшању прототипа и та побољшана верзија је полетела 7. септембра 1959. године. Први серијски авион овог типа је полетео 22. септембра 1960. године, а јавности приказан на Дан авијације 9. јула 1961. године.

### Технички опис
Авион Тупољев Ту-22 је био бомбардер средњег домета са два турбомлазна мотора позиционирана на репу авиона. Био је нискокрилац са крилима стреластог облика, са углом нагиба крила 55°, која су се при корену крила ширила. Стајни трап је био система трицикл, на предњој носној нози имао је два точка близанца а две основне ноге које су се налазиле испод крила имале си по 4 точка тако да је авион имао укупно 10 точкова, што му је олакшавало слетање и полетање са различито припремљених полетно слетних стаза. Задње основне ноге стајног трапа су се увлачиле у крила у за то специјално направљене махуне које су прелазиле задњу ивицу крила. Мотори постављени не репном вертикалном перају авиона немају проблема са уносом ваздуха али овај положај мотора проузрокује око 15% већу тежину конструкције авиона као и отежано сервисирање мотора авиона који су постављени на великој висини од тла. Труп авиона је округлог попречног пресека са издуженим врхом носа у облику шила по чему је и добио НАТО назив, једина испупчина на трупу је кабина пилота која се наставља укрућењем које се спаја са репним перајем авиона. Готово сви оперативни авиони су били снабдевени системом за допуну горивом у лету што је омогућавало овим авионима знатно већи долет или дуже време патролирања када су у питању били авиони поморског ваздухопловства. Авион је био тросед, посаду су сачињавали пилот, навигатор и оператор оружар који је уједно био и радио оператер.

### Варијанте
- Ту-105: први прототип суперсоничног бомбардера,
- Ту-22: прва серија бомбардера и извиђача, наоружани слободно падајућим бомбама,
- Ту-22К: ракетоносац наоружан ракетом ваздух-море Кх-22 и опремљен радаром у носу авиона,
- Ту-22Р: дневни извиђачки авион опремљен са 6 камера смештених у простор за бомбе, имао је топ од 23 mm у репу авиона, касније је топ био замењен електронском опремом.
- Ту-22У: школски авион за обуку пилота,
- Ту-22П: модел авиона намењен електронском ратовању, заснован на моделу Ту-22Р али опремљен другом врстом опреме.
- Ту-125: пројект суперсоничног бомбардера са делта крилима на бази ту-22,

## Наоружање
Наоружање авиона Ту-22 пре свега зависи од варијанте авиона тј. од његове намене и од врста задатка који треба обавити, овде су наведене све врсте наоружања: 
- Топ: 1 х 23mm НР-23 за самоодбрану уграђен на репу са даљинским управљањем,
- 1 х ракете Кх-22/АС-4 АСМ,
- слободно падајуће бомбе 24 х ФАБ 250 или 1 х ФАБ 9000.

## Оперативна употреба
Ту-22 је улазио у саставе совјетске морнаричке авијације и стратегијских снага. Бомбардери у саставу морнарице су служили за далекометне патроле у Тихом и Северном океану као и за неутрализацију бродова НАТО пакта. Почетком 1965. године свим авионима из флоте замењени су мотори тако да је добио снажније и поузданије моторе РД-7М-2 што је омогућило повећање максималне брзине до 1.610 km/h. Због могућности да се допуњава горивом у ваздуху Ту-22 је могао да преваљује огромне раздаљине што је навело НАТО команданте на бригу и стварање контрамера против овакве опасности. Највећу опасност су представљали пројектили Кх-22 који су могли да потопе готово сваки брод и против њих није било, а ни данас нема одбране. Мада је Ту-22 направљен да замени Ту-16 то се није потпуно обистинило. У периоду кад су се оба ова авиона користила за класично бомбардовање слободно падајућим бомбама Ту-22 је због своје брзине и могућности да побегне ловцима био у предности. Међутим када су оба авиона постали платформа за избацивање ракета, Ту-22 је изгубио предност јер је могао да понесе само једну ракету а Ту-16 три такве ракете. Ако се на то додају трошкови експлоатације и стабилност у лету онда је предност још више изражена у корист Ту-16. Свесни ове чињенице у ОКБ 156 Тупољев су почели са побољшањем још док је вршено испитивање авиона Ту-22. Као круна тог напора конструисан је потпуно нови авион Ту-22М. Пошто се Ту-22 нашао у маказама два боља авиона Ту-16 и Ту-22М природно је да се морао повући из употребе. Верује се да нико у свету више не користи ове авиона, сада се налазе у музејима (Монино, Енгелс, Парк победе Саратов, ...) или негде труле на пистама.
Ратно ангажовање је имао у Авганистану од 1979. до 1989. године. Ту-22 је коришћен за дејство по неприступачним талибанским штабовима у планинама Авганистана при чему је избацивао велику количину конвенционалних бомби. Летео је у формацији са ловцима пресретачима МиГ-31 који су пружали заштиту. Такође су коришћени за ометање пакистанских радара када су се војне операције изводиле у граничним појасу са Пакистаном. У Ирачко-Иранском рату 1980 до 1988 користио их је Ирак који је имао укупно 22 ове летилице. У рату са Ираном изгубио их је седам. Један је оборен над Техераном ракетом САМ, други је оборио ирански F-14 Томкет, а остали уништени у базама или у току слетања. Ирачани су овај авион користили и против курдских побуњеника у Курдистану. Сви авиони Ту-22 ирачког ратног ваздухопловства преостали из Ирачко-Иранског рата су уништени на земљи у току Заливског рата. Либија је купила 24 примерака ових авиона у периоду од 1977. до 1983. године и користила их је у току сукоба у Судану и конфликту са Чадом 1986. као и у Угандско-танзанијски рату.
Бомбардери у саставу стратегијских снага су били распоређени у Украјини, Белорусији и на совјетском Далеком истоку. Након распада Совјетског Савеза било је оперативних 154 бомбардера Ту-22 на територијама Украјине, Белорусије и Русије који су ушли у састав снага новоформираних држава али већ тада због своје застарелости нису били од битнијег значаја.

## Земље које користе или су користиле овај авион
| - Белорусија - Русија - СССР - Либија - Украјина - Ирак |